# 女王のレースのハンカチーフ
『女王のレースのハンカチーフ』（ドイツ語: Das spitzentuch der Königin）は、ヨハン・シュトラウス2世が作曲した全3幕のオペレッタである。

## 初演
1880年10月1日にアン・デア・ウィーン劇場で初演された。
- 指揮：ヨハン・シュトラウス2世
- 監督：フランツ・シュタイナー

## 構成
- 序曲
- 第1幕
- 第2幕
- 第3幕

## 登場人物
- セバスティアン王
- マリア王妃
- ドンナ・イレーナ
- ヴィラレアル侯爵夫人
- セルバンテス
- ヴィラロボス・ロドリゲス伯爵
- ドン・サンチョ
- ラ・マンチャ・ヴィラレアル侯爵
- 大臣
- 女官
- ブラジル大使
- その他 宮廷関係者など多数

## 近年の上演状況
1935年にミュンヘンのゲルトナープラッツ劇場で上演されて以来、まったく上演されていなかったが、2006年にドイツのコーブルク劇場で、演奏会形式ではあるが実に71年ぶりに演奏された。2008年5月ドイツ、ケルンのフィルハーモニーで上演され、CD化もなされている。